# Ангола на летних Олимпийских играх 1996
Ангола принимала участие в Летних Олимпийских играх 1996 года в Атланте (США) в четвёртый раз за свою историю, но не завоевала ни одной медали. Сборная состояла из 28 спортсменов, которые выступали в 5 видах спорта: 
- лёгкая атлетика
- баскетбол: мужская сборная Анголы по баскетболу играла в группе «А», в отборочных матчах набрала 0 очков, в итоге заняла 11 место из 12.
- гандбол: женская сборная Анголы по гандболу играла в группе «B», проиграла сборным Южной Кореи, Норвегии, Германии и набрала 0 очков, а в матче за 7 место проиграла команде США  24:23
- стрельба (стрельба на траншейном стенде)
- плавание: 100 и 200 м брассом.